# Hendrik Streeck

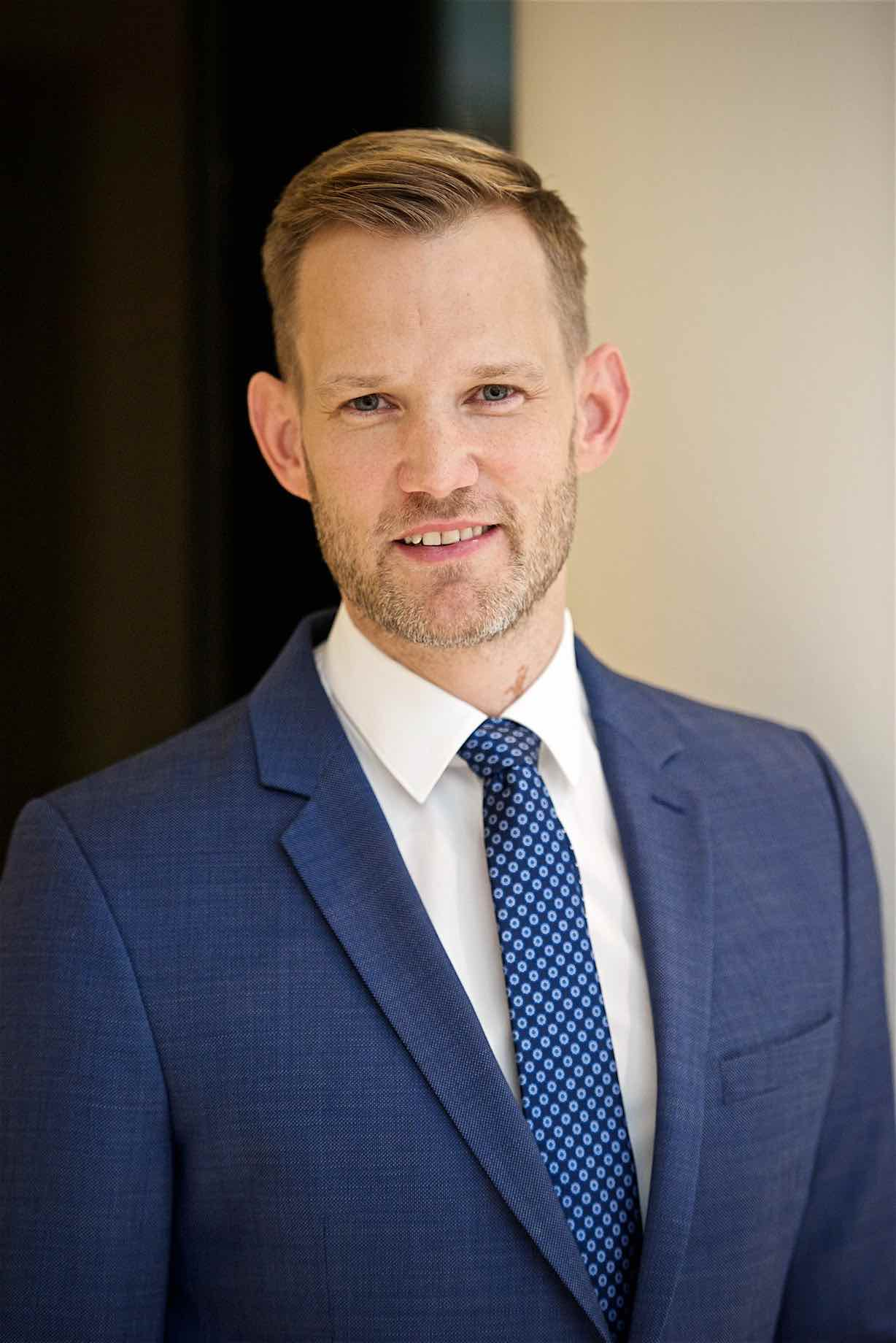
Hendrik Streeck, 2019

Hendrik Streeck (* 7. August 1977 in Göttingen) ist ein deutscher Virologe und Politiker (CDU). Der Mediziner ist seit Oktober 2019 Direktor des Institutes für Virologie am Universitätsklinikum Bonn und war Mitglied des Corona-Expertenrats der Bundesregierung. Seit März 2025 ist er Mitglied des Deutschen Bundestages und seit Mai 2025 Drogenbeauftragter der Bundesregierung.

## Leben und Ausbildung

### Familie
Streecks Mutter Annette Streeck-Fischer ist Kinder- und Jugendpsychiaterin und lehrt als Professorin an der International Psychoanalytic University Berlin; sein Vater Ulrich Streeck war Psychiater und Soziologe und lehrte an der Georg-August-Universität Göttingen, sein Onkel Rolf-Eberhard Streeck war Molekulargenetiker an der Johannes Gutenberg-Universität Mainz, sein Großvater war Hans Streeck.
Streeck ist verheiratet und lebt mit seinem Ehemann Paul Zubeil in Bonn. Dieser ist seit Februar 2021 Unterabteilungsleiter für europäische und internationale Angelegenheiten im Bundesgesundheitsministerium in Bonn.

### Ausbildung
Nach dem Abitur am Theodor-Heuss-Gymnasium in Göttingen absolvierte Streeck seinen Zivildienst im St. Franziskus-Hospital Münster und Weender Krankenhaus in Göttingen. Anschließend studierte er Musikwissenschaft und Betriebswirtschaftslehre an der Freien Universität Berlin, wechselte nach der Zwischenprüfung in die Humanmedizin. Während des Studiums arbeitete er an seiner Dissertation am Partners AIDS Research Center im Massachusetts General Hospital, das der Harvard Medical School angehört. Mit der Dissertation Einfluss einer antiretroviralen Frühtherapie während der akuten HIV-1-Infektion auf den klinischen, virologischen und immunologischen Verlauf der HIV-1-Erkrankung wurde Streeck 2007 an der Rheinischen Friedrich-Wilhelms-Universität Bonn zum Dr. med. promoviert.

## Wissenschaftliche Laufbahn
Nach seinem Abschluss in Humanmedizin 2006 ging Streeck als Postdoktorand zurück an die Harvard Medical School. 2009 wurde er zunächst Instructor in Medicine, 2011 dann Assistant Professor an der Harvard Medical School. Von September 2012 bis 2015 leitete Streeck die Immunologie des U. S. Military HIV Research Program (MHRP) am Walter Reed Army Institute of Research im Walter-Reed-Militärkrankenhaus in Silver Spring, Maryland (USA). Zugleich war er Assistant Professor an der Uniformed Services University of Health Sciences und Lehrbeauftragter (Adjunct Faculty) an der Bloomberg School of Public Health der Johns Hopkins University.
2015 übernahm Streeck den Lehrstuhl für medizinische Biologie an der Universität Duisburg-Essen und gründete im selben Jahr das Institut für HIV-Forschung. Stand 2015 ist er weiterhin Gastwissenschaftler im MHRP.
Das Institut für HIV-Forschung arbeitet unter seiner Leitung an mehreren Schwerpunkten; 2016 standen die Erforschung neuer Präventionsmethoden wie die Erforschung eines prophylaktischen HIV-Impfstoffes oder der Präexpositionsprophylaxe (PrEP) im Vordergrund.
Hierbei werden zum einen neue Impfstoffkonzepte entwickelt und getestet, zum anderen beschäftigt Streeck sich mit der Immunologie und der Frage, wie schützende Antikörperantworten entstehen.
Ein Fokus (Stand 2016) ist die Erforschung der Rolle follikulärer T-Helferzellen in der Entwicklung von schützenden Antikörperantworten. Des Weiteren erforscht das Institut, wie HIV-Erkrankungen im Alter begünstigt werden, um hieraus potentielle Therapiemöglichkeiten zu entwickeln.
2016 startete Streeck ein Doktorandenprogramm mit dem Instituto Nacional de Saúde in Mosambik, um junge Mediziner an die HIV-Forschung heranzuführen.
Neben HIV forscht das Institut an anderen sexuell übertragbaren Erkrankungen (STD). 2018 wurde in Deutschland eine Studie zu sexuell übertragbaren Erkrankungen bei Personen mit höherem Risikoverhalten (BRAHMS) durchgeführt. Die Studie versucht zu verstehen, wer sich in Deutschland mit welchen Erregern am häufigsten ansteckt.
Im Januar 2019 wurde diese Studie auf Frankreich, Italien, Spanien, Polen und Ungarn ausgebaut (STIPnet). Ein europäisches Präventionsnetzwerk für HIV und STIs wurde angekündigt.
Streeck ist Mitglied im Kuratorium der Deutschen AIDS-Stiftung; im Juni 2019 wurde er zum Vorsitzenden ihres Kuratoriums gewählt.
2019 wurde Streeck zum lokalen Kongresspräsidenten der IAS-Konferenz im Juli 2021 in Berlin berufen und er ist Mitglied des Board of Advisors des Universal Scientific Education and Research Network, das sich für ethische und professionelle wissenschaftliche Forschung weltweit einsetzt.
Seit Oktober 2019 hat Streeck eine W3-Professur für Virologie an der Medizinischen Fakultät der Universität Bonn inne und leitet als Nachfolger von Christian Drosten das Institut für Virologie; und zog mit dem Institut für HIV-Forschung von Essen nach Bonn.
Mit Stand November 2023 hat Streeck gemäß Scopus einen h-Index von 49; 2024 wurde er in den Expertenrat Gesundheit und Resilienz berufen.

### Aktivitäten im Rahmen der COVID-19-Pandemie
Während des Ausbruchs der COVID-19-Pandemie leitete Streeck die COVID-19 Case-Cluster-Study am Universitätsklinikum Bonn über die Gemeinde Gangelt. Diese erhob Daten zur Verbreitung des SARS-CoV-2 und zur Dunkelziffer der tatsächlich Erkrankten und sollte der Politik Fakten für das weitere Vorgehen bezüglich der Maßnahmen zur Bekämpfung der Corona-Pandemie liefern.
Erste Ergebnisse der Studie wurden am 9. April 2020 bekannt gegeben: In einer Pressekonferenz mit dem Ministerpräsidenten des Landes Nordrhein-Westfalen Armin Laschet empfahl Streeck der Politik, in die Phase 2 der Einschätzung der Deutschen Gesellschaft für Krankenhaushygiene einzutreten, d. h. mit der Rücknahme der Beschränkungen für die Bevölkerung zu beginnen. Diese Vorgehensweise und insbesondere auch das Engagement der PR-Agentur Storymachine und die Rolle von Ministerpräsident Laschet wurden kritisiert.
Am 4. Mai 2020 stellten Hendrik Streeck, Gunther Hartmann und Ko-Autoren in einer Vorveröffentlichung weitere Ergebnisse vor und im November 2020 wurde die Studie in Nature Communications unter dem Titel Infection fatality rate of SARS-CoV2 in a super-spreading event in Germany veröffentlicht.
Streeck war Mitglied des von April 2020 bis Juni 2021 bestehenden „Expertenrat Corona“ des Landes Nordrhein-Westfalen. Das Ziel des Gremiums, das von Vertretern der Medizin, Rechtswissenschaft, Wirtschaftswissenschaft, Philosophie, Psychologie, Soziologie und der Sozialarbeit gebildet wurde, war es, die Expertise verschiedener Fachrichtungen zusammenzutragen, um neben den epidemiologischen Entwicklungen auch die wirtschaftlichen und sozialen Schäden des Lockdowns zu berücksichtigen. Seit Mitte Dezember 2021 gehörte Streeck dem Corona-Expertenrat der Bundesregierung an.
Seit dem 14. August 2020 ist Hendrik Streeck Mitglied der COVID-19 Expert Group der Inter Academy Partnership (IAP). Dabei handelt es sich um einen Zusammenschluss von Wissenschaftsakademien aus mehr als 130 Ländern, einschließlich der Deutschen Nationalen Akademie der Wissenschaften Leopoldina.
Ende Juni 2022 wurde bekannt, dass eine neue repräsentative Studie unter der Leitung Hendrik Streecks bis Mitte September 2022 den Immunisierungsgrad der Bevölkerung in Deutschland gegen SARS-CoV-2 klären solle. Das Bundesforschungsministerium unterstützt das Vorhaben mit drei Millionen Euro. Am 13. Oktober 2022 wurden die Zwischenergebnisse dieser Studie veröffentlicht, nach der 95 % der Bevölkerung bereits Antikörper gegen das Coronavirus besitzen.

### Positionen zu Maßnahmen zur Bekämpfung der Corona-Pandemie
In einem Interview mit dem Handelsblatt vom 27. März 2020 sagte Streeck, mit sozialer Distanz könne man das Infektionsgeschehen eindämmen, Einschränkungen der Kontakte seien daher wichtig. Er wisse aber nicht, ob es sinnvoll sei, das öffentliche Leben vollständig lahmzulegen. Dagegen wögen auch andere Faktoren, die er nur als Privatmann und nicht als Virologe beantworten könne. Man müsse sich auch die Frage stellen, was das mit der Gesellschaft mache.
Im Juni 2020 plädierte Streeck hinsichtlich der Eindämmungsmaßnahmen für „ein bisschen mehr Mut“ über den Sommer, da ein Großteil der Infektionen asymptomatisch verliefen und in dieser Zeit mit keiner starken Belastung der Intensivstationen zu rechnen sei. Es bestünde „eine Chance, dass wir über den Sommer die Anzahl der Personen mit Teilimmunität erhöhen können“. Wenn man während der Sommermonate solche Infektionen zulasse, dann baue man eine schleichende Immunität in der Gesellschaft auf, die am Ende diejenigen schütze, die auch einen schwereren Verlauf haben könnten. Prinzipiell solle man sich darauf einstellen, mit dem Virus zu leben.
In einem Interview mit dem Münchner Merkur am 16. Dezember 2020 sagte er, vor dem Hintergrund der aktuell besorgniserregenden Lage sei es ein richtiger Weg, die viel zu hohe Zahl der Neuinfektionen über einen härteren Lockdown zu senken. Auf die Frage, ob man früher härtere Maßnahmen hätte ergreifen müssen, sagte er, dass es „den richtigen Weg“ nicht gebe. Aber ein harter Lockdown im Sommer 2020 bei niedrigen Fallzahlen wäre zum Beispiel sehr effizient, aber schlecht zu vermitteln gewesen. Auf die Frage, ob die explodierenden Infektionszahlen bestätigten, dass man eine Pandemie nur mit strikten Verboten besiegen könne, sagte er, Drohkulissen und Verbote, losgelöst von einer langfristigen Strategie, hätten nur eine kurze Halbwertzeit. Da man die Gründe der hohen Infektionszahlen nicht kenne, sei es wichtig, jeden mitzunehmen und immer wieder zu erklären, zu erläutern und zu begründen, warum es wichtig sei, den Empfehlungen zu folgen.
Am 28. Oktober 2020 unterzeichnete Hendrik Streeck zusammen mit dem Virologen Jonas Schmidt-Chanasit ein umstrittenes Positionspapier der Kassenärztlichen Bundesvereinigung, in dem für einen Strategiewechsel in der Pandemiebekämpfung geworben wurde. Ziel des Papiers sollte der Anstoß einer Diskussion in der medizinisch-wissenschaftlichen Fachwelt sowie in der ärztlichen Versorgung über die langfristigen Herausforderungen und notwendigen Maßnahmen in der Coronakrise sein.
Im Dezember 2020 unterzeichneten Streeck wie auch Schmidt-Chanasit nachträglich einen von Viola Priesemann und ca. 300 anderen Wissenschaftlern initiierten Aufruf zu europaweitem Engagement für eine schnelle und nachhaltige Reduzierung der SARS-CoV-2-Infektionen.
In einem Interview mit der Deutschen Presse-Agentur (u. a. veröffentlicht am 3. Februar 2021 in der Apotheken Umschau) stellte Streeck klar, dass in der damaligen Situation des Winters 2020/2021 „keine andere Möglichkeit“ als die ergriffenen Maßnahmen bzw. der Lockdown bliebe. Dies sei jedoch der „Hammer“, mit dem man zuschlage, da aufgrund ausbleibender zentral koordinierter Forschung notwendige Daten zum Infektionsgeschehen z. B. im Einzelhandel oder in der Gastronomie fehlten.
Im April 2022 plädierte Streeck nachdrücklich dafür, das massenhafte, anlasslose Testen in der allgemeinen Bevölkerung zu beenden. Als Grund hierfür nannte er, dass verfügbare Antigentests zu spät auf die Omikron-Variante reagierten und daher „Infektion und Weitergabe des Virus schon stattgefunden haben [können], bevor der Infizierte identifiziert“ sei. Zudem sei die Praxis „wirtschaftlich und ökologisch fragwürdig“. Vielmehr solle sich die Teststrategie auf vulnerable Gruppen z. B. in Alten- und Pflegeheimen konzentrieren.
In einem am 30. Dezember 2022 auf focus.de veröffentlichten Interview sprach er sich dafür aus, SARS-CoV-2 keine Sonderstellung unter den endemischen Erregern von Atemwegserkrankungen mehr einzuräumen und die damit noch geltenden verpflichtenden Regelungen abzuschaffen (u. a. Maskenpflicht im Fernverkehr, Isolationspflicht, bundes- oder landesweite Regelungen in Krankenhäusern und Alten-/Pflegeheimen). Bezüglich der vergangenen und teilweise noch andauernden gesellschaftlichen Kontroversen appellierte er:

„Die Pandemie hat gezeigt, dass wir anfällig sind für einfache, polarisierende Meinungen, da werden Lager aufgemacht und gegenübergestellt. Aber wenn wir wirklich aus der Pandemie lernen wollen, müssen wir aufhören in Lagern zu denken und Menschen mit anderer Meinung als Gegner zu sehen.“

Die Corona-Pandemie solle nicht als „gesellschaftliches Gift“ im kollektiven Gedächtnis bleiben, sondern müsse durch „ehrliche und besonnene Aufarbeitung“ dafür genutzt werden, den „Debattenraum“ in Deutschland zu verbessern sowie Gesellschaft, Wissenschaft und Politik wieder stärker zusammenzubringen. Hierfür sei Selbstkritik ebenso notwendig wie die Anerkennung erfolgreicher Konzepte und Maßnahmen.

### Positionen zur Aufarbeitung der Pandemiepolitik
Im März 2024, vier Jahre nach den ersten Lockdowns in Deutschland, warf Streeck in der Augsburger Allgemeinen den meisten Parteien einen mangelnden Willen zur Aufarbeitung ihrer damaligen Pandemiepolitik vor. Diese wäre jedoch wichtig, um zu verstehen, was gut und was schlecht gelaufen sei, und daraus Lehren zu ziehen. Von Beginn der Pandemie an hätte der „Facettenreichtum der notwendigen Expertise“ dargestellt und kommuniziert werden müssen und somit hätten auch deutlich mehr Soziologen, Psychologen, Wirtschaftsexperten, Juristen, Hygieniker, vielleicht sogar Philosophen beraten müssen. Die Politik habe sich viel zu oft „hinter der Wissenschaft versteckt“. Politische Entscheidungen sollten jedoch in der Abwägung unterschiedlicher Expertisen getroffen werden.
In einem Interview mit der Zeitschrift Focus im Oktober 2024 sagte Streeck unter anderem, die Gesellschaft sei mit Ungeimpften nicht gut umgegangen. Man habe sie zum Teil ausgegrenzt, diffamiert und diskreditiert und ihnen die Schuld an der Pandemie gegeben. Es seien „Schuldige gesucht worden, wie es bei der Pest mit den Juden gemacht wurde und bei HIV mit den Homosexuellen“. Daraufhin warf ihm die Jüdische Allgemeine vor, den Umgang mit Ungeimpften während der Corona-Pandemie mit dem Umgang mit Juden während der Pest verglichen zu haben. In einem Post auf Twitter (X) schrieb Streeck anschließend: „Mein Punkt vergleicht nicht das Leid der Ausgrenzung, sondern den Mechanismus, mit dem Menschen zu Feindbildern gemacht werden, obwohl der Feind in allen Fällen ein Erreger ist. Sollte dieser Vergleich verletzte Gefühle hervorgerufen haben, entschuldige ich mich aufrichtig.“

### Rezeption in den Medien
Wissenschaftsredakteure des Nachrichtenmagazins Der Spiegel resümierten im Februar 2021, dass Streeck hinsichtlich der Corona-Pandemie auch wissenschaftliche Minderheitenmeinungen vertreten habe. Daraufhin kritisierte Wolfgang Büscher in der Tageszeitung Die Welt den vom Spiegel angestellten Vergleich deutscher Virologen und Epidemiologen.
Im Frühjahr 2021 kündigte Streeck einen eigenen Podcast zusammen mit der RTL-Moderatorin Katja Burkard an, der jedoch nach zwei Folgen wieder eingestellt wurde; von Oktober bis Dezember 2022 moderierte er zusammen mit Franca Lehfeldt das TV-Magazin Welt Gesundheit.

## Politische Laufbahn

### Partei
Streeck trat nach eigenen Angaben Anfang 2017 der Christlich Demokratischen Union Deutschlands (CDU) bei; im März 2024 wurde er in den Kreisvorstand der Bonner CDU gewählt.

### Bundestag
Im November 2023 kündigte Streeck seine Bewerbung um ein Mandat für die CDU im Wahlkreis Bonn bei der Bundestagswahl 2025 an. Am 31. August 2024 setzte er sich bei der CDU-Aufstellungsversammlung mit rund 72 Prozent der Stimmen gegen den Bonner Kreisvorsitzenden Christoph Jansen durch. Bei der Bundestagswahl 2025 trat er als Direktkandidat für die CDU im Wahlkreis Bonn an und holte das Mandat mit 33,3 Prozent der Erststimmen. Im 21. Deutschen Bundestag gehört er dem Gesundheitsausschuss als ordentliches Mitglied an; im Ausschuss für Forschung, Technologie, Raumfahrt und Technikfolgenabschätzung ist er stellvertretendes Mitglied.

### Bundesregierung
Auf Vorschlag der Bundesministerin für Gesundheit Nina Warken wurde Streeck am 28. Mai 2025 vom Bundeskabinett zum Drogenbeauftragten der Bundesregierung ernannt.

## Ehrungen
Hendrik Streeck ist seit 2009 Träger des Forschungspreises der Deutschen AIDS-Gesellschaft sowie seit 2025 Träger des Bundesverdienstkreuzes 1. Klasse.

## Veröffentlichungen (Auswahl)
- Einfluss einer antiretroviralen Frühtherapie während der akuten HIV-1-Infektion auf den klinischen, virologischen und immunologischen Verlauf der HIV-1-Erkrankung. Dissertation, Hochschulschrift Universität Bonn, Bonn 2007, 154 S. DNB 985250526
- mit B. Li, A. F. Poon, A. Schneidewind, A. D. Gladden, K. A. Power, D. Daskalakis, S. Bazner, R. Zuniga, C. Brander, E. S. Rosenberg, S. D. Frost, M. Altfeld, T. M. Allen: Immune-driven recombination and loss of control after HIV superinfection. In: J Exp Med. 205(8), 4. Aug 2008, S. 1789–1796.
- mit M. F. Chevalier, B. Jülg, A. Pyo, M. Flanders, S. Ranasinghe, D. Z. Soghoian, D. S. Kwon, J. Rychert, J. Lian, M. I. Muller, S. Cutler, E. McAndrew, H. Jessen, F. Pereyra, E. S. Rosenberg, M. Altfeld, B. D. Walker: HIV-1-specific interleukin-21+ CD4+ T cell responses contribute to durable viral control through the modulation of HIV-specific CD8+ T cell function. In: J Virol. 85(2), Jan 2011, S. 733–741.
- mit M. Lindqvist, J. van Lunzen, D. Z. Soghoian, B. D. Kuhl, S. Ranasinghe, G. Kranias, M. D. Flanders, S. Cutler, N. Yudanin, M. I. Muller, I. Davis, D. Farber, P. Hartjen, F. Haag, G. Alter, J. Schulze zur Wiesch: Expansion of HIV-specific T follicular helper cells in chronic HIV infection. In: J Clin Invest. 122(9), 4. Sep 2012, S. 3271–3280.
- mit S. Ranasinghe, S. Cutler, I. Davis, R. Lu, D. Z. Soghoian, Y. Qi, J. Sidney, G. Kranias, M. D. Flanders, M. Lindqvist, B. Kuhl, G. Alter, S. G. Deeks, B. D. Walker, X. Gao, A. Sette, M. Carrington: Association of HLA-DRB1-restricted CD4⁺ T cell responses with HIV immune control. In: Nat Med. 19(7), Jul 2013, S. 930–933.
- Et al.: Temporal effect of HLA-B*57 on viral control during primary HIV-1 infection. In: Retrovirology, Bd. 10/2013, doi:10.1186/1742-4690-10-139
- mit F. Pissani: Emerging concepts on T follicular helper cell dynamics in HIV infection. In: Trends Immunol. 35(6), Jun 2014, S. 278–286.
- mit G. Alter: Immune Responses to Viral Infections. In: D. D. Richman, J. Whitley, F. G. Hayden: Clinical virology. 4. Auflage. ASM Press, 2016, ISBN 978-1-55581-942-2.
- mit B. T. Schultz, A. F. Oster, F. Pissani, J. E. Teigler, G. Kranias, G. Alter, M. Marovich, M. A. Eller, U. Dittmer, M. L. Robb, J. H. Kim, N. L. Michael, D. Bolton: Circulating HIV-Specific Interleukin-21+CD4+ T Cells Represent Peripheral Tfh Cells with Antigen-Dependent Helper Functions. In: Immunity. 2016.
- Kapitel: Die akute HIV-1-Infektion. In: C. Hoffmann, J. K. Rockstroh (Hrsg.): HIV 2018/2019. Medizin Fokus Verlag, ISBN 978-3-941727-24-3.
- Hendrik Streeck: Hotspot. Leben mit dem neuen Coronavirus. Piper, München 2021, ISBN 978-3-492-07103-1.
- Hendrik Streeck, Heike Wolter: Unser Immunsystem. Wie es Bakterien, Viren & Co. abwehrt und wie wir es stärken. Piper, München 2021, ISBN 978-3-492-07097-3.
- Hendrik Streeck: Nachbeben. Die Pandemie, ihre Folgen und was wir daraus lernen können. Piper, München 2024, ISBN 978-3-492-07307-3.

Kinderbuch:
- Bug Attack. The Adventures of Damien the CD4 Cell & his Friends, Band 1. CreateSpace Independent Publishing Platform, North Charleston 2014, ISBN 1-5052-4534-6.